# White Cloud
White Cloud es una ciudad ubicada en el condado de Newaygo en el estado estadounidense de Míchigan. En el Censo de 2010 tenía una población de 1408 habitantes y una densidad poblacional de 271,82 personas por km².

## Geografía
White Cloud se encuentra ubicada en las coordenadas 43°33′27″N 85°46′28″O / 43.55750, -85.77444. Según la Oficina del Censo de los Estados Unidos, White Cloud tiene una superficie total de 5.18 km², de la cual 5.05 km² corresponden a tierra firme y (2.5%) 0.13 km² es agua.

## Demografía
Según el censo de 2010, había 1408 personas residiendo en White Cloud. La densidad de población era de 271,82 hab./km². De los 1408 habitantes, White Cloud estaba compuesto por el 83.74% blancos, el 6.96% eran afroamericanos, el 0.57% eran amerindios, el 0.5% eran asiáticos, el 0% eran isleños del Pacífico, el 3.05% eran de otras razas y el 5.18% pertenecían a dos o más razas. Del total de la población el 6.46% eran hispanos o latinos de cualquier raza.